# 황보능장
황보능장(皇甫能長, ?~?)은 고려의 군인 이자 한국 성씨인 영천 황보씨의 시조이다.
고려 태조를 도와 후삼국 통일의 공적을 올려 금강성(金剛城) 장군과 영천부원군(永川府院君)에게 봉해졌다.